# Бичок білий
Бичок білий, або бичок пісочник каспійський, Neogobius pallasi, є Понто-Каспійським представником родини Gobiidae. Його ареал — прісні та солонуваті води басейну Каспійського моря, є звичайним видом в басейні Волги, штучно заселений до Аральського моря Раніш був описаний як каспійський підвид бичка-бабки, N. fluviatilis pallasi, але в наш час[коли?] характеризується як окремий вид, специфічний для каспійського басейну.
Мешкає в лиманах і озерах, дрібних і середніх річках на піщаних і мулистих ґрунтах. Живе до 3-х років. Вперше нерестує на першому році життя, рідко — на другому. Нерест відбувається в квітні-вересні. Окремі самиці можуть повторно нерестувати протягом сезону. Ікра кріпляться до каміння, черепашок і водної рослинності, охороняються самцями. Живляться різними видами безхребетних (здебільш ракоподібними та личинками комах), а також дрібними рибами. Є найважливішим промисловим видом бичків в Каспійському морі.